# Шнірельман Лев Генріхович
Шнірельман Лев Генріхович (2 січня 1905 − 24 вересня 1938) — радянський математик, член-кореспондент АН СРСР (1933).

## Біографія
Лев Генріхович Шнірельман народився в родині вчителя російської мови. Він дуже рано проявив видатні здібності: малював, писав вірші, а у 12 років самостійно пройшов курс елементарної математики.

### Навчання
У віці 15 років 1920 року приїхав до Москви вступати до Московського університету. Був прийнятий за наполяганням професора М. М. Лузіна, оскільки в той час в МГУ приймали лише з 16 років. За спогадами Люстерніка, Лузіну якось наснився сон, що до нього прийде юнак «з тими ж анкетними даними», що і у Шнірельман, і вирішить проблему континууму. І коли до Лузіну з'явився юний Шнірельман, він сприйняв його як посланця з небес.
|                   | Шнірельман розповідав мені, що Лузін ледь не занапастив його як математика на самому початку його перебування в університеті. Лузін читав на першому курсі «Вищу алгебру». Хоча це не була його спеціальність, але він робив це для залучення до себе студентів. Лузін звернув увагу на Шнірельмана і запропонував йому зайнятися вирішенням континуум-проблеми. При цьому він сказав: «Киньте всі лекції, нічому не вчитеся і тільки думайте про цю проблему». Шнірельман, звичайно, нічого не міг вигадати по континуум-проблемі, а заняття він припинив на цілий рік. При зустрічах Лузін говорив йому: «Ну, що? Ви думаєте? Думайте! Думайте! »Шнірельман не смів сказати, що він не знає, що думати. Заняття в університеті він припинив на цілий рік і з великими труднощами увійшов потім в курс нормального навчання. |
| — Понтрягін Л. С. | |

Шнірельман закінчив навчання за 2,5 роки. Був членом «Лузітанії». 1925 року закінчив аспірантуру Московського університету.

### Наукова діяльність
З 1929 — професор Донського політехнічного інституту в Новочеркаську. З 1934 працював в математичному інституті АН СРСР. В циклі робіт (1927–1929), написаних Шнірельманом разом з Лазарем Ароновичем Люстерніком, були розвинені топологічні (якісні) методи варіаційного обчислення, зокрема вирішено завдання Пуанкаре (у 1908), які довго не піддавалися розв'язанню. Якісні методи дозволили Шнірельману та Люстерніку повністю вирішити цю задачу; було доведено існування геодезичного трикутника не лише на опуклих поверхнях, а й на всіх поверхнях роду нуль. Основним досягненням Шнірельмана в області теорії чисел було створення загальних метричних методів. Він ввів поняття щільності послідовності в ряду натуральних чисел. Це дозволило йому довести, наприклад, що будь-яке число можна представити у вигляді суми обмеженого числа простих чисел, таким чином забезпечивши просування у розв'язанні проблеми Гольдбаха. Шнірельман довів ряд інших теорем Теорії чисел.

### Загибель
1938 року був заарештований НКВД та відпущений через деякий час. У вересні 1938 року в стані депресії покінчив життя самогубством, отруївшись газом. Існує декілька версій причин його самогубства.
- Шнірельман сказав своєму другові Люстерніку, що під тиском скоїв щось жахливе[2], що побічно узгоджується зі спогадами Є. Б. Динкіна: |  | «Мені Софія Олександрівна Яновська розповідала, що він залишив записку: "Я вмираю чесним перед товаришами і радянською владою". Його змушували доносити. ... Софія Олександрівна мені говорила, що працівника НКВС, який його вербував, розстріляли. Але від цього, звичайно, Шнірельман не повернувся до життя.» |
- Інша версія представлена в спогадах Л. С. Понтрягіна: |  | «Шнірельман був неабиякою, талановитою людиною з великими дивацтвами. Було в ньому щось неповноцінне, якийсь психічний зсув. Я пам'ятаю, як важко було йому піти від мене з гостей: він зупинявся в передпокої і не міг рушити далі. Тоді говорили, він не мав ніяких успіхів у жінок і це сильно гнітило його. Крім того, з ним сталося велике нещастя в сенсі наукової творчості. Він зробив видатне наукове відкриття, давши перше наближення до вирішення теоретико-числової проблеми Гольдбаха. Цей успіх грубо спотворив його ставлення до математичної проблематики. Йому належало наступне формулювання: "Я не хочу займатися промиванням золота, я хочу знаходити тільки самородки". Ясно, однак, що знайти самородок можна, тільки промиваючи золото і просуваючись до самородку поступово. Він відмовився від цього шляху і втратив творчу ініціативу. Коли це сталося, він впав у повну зневіру і говорив часто мені: "Чи має право жити людина, яка вже нічого не робить, а в минулому зробила щось чудове?" Я втішав його як міг. Закінчилося це трагічно: Шнірельман навмисно отруївся.» |